# 3746 Heyuan
3746 Heyuan este un asteroid din centura principală, descoperit pe 8 octombrie 1964.